# Монтегюэ-ан-Форе
Монтегюэ́-ан-Форе́ (фр. Montaiguët-en-Forez) — коммуна во Франции, находится в регионе Овернь. Департамент коммуны — Алье. Входит в состав кантона Ле-Донжон. Округ коммуны — Виши.
Код INSEE коммуны — 03178.

## Население
Население коммуны на 2008 год составляло 312 человек.
| 1962 | 1968 | 1975 | 1982 | 1990 | 1999 | 2008 |
| ---- | ---- | ---- | ---- | ---- | ---- | ---- |
| 536  | 564  | 473  | 404  | 357  | 320  | 312  |

## Экономика
В 2007 году среди 189 человек в трудоспособном возрасте (15—64 лет) 114 были экономически активными, 75 — неактивными (показатель активности — 60,3 %, в 1999 году было 69,2 %). Из 114 активных работали 101 человек (64 мужчины и 37 женщин), безработных было 13 (6 мужчин и 7 женщин). Среди 75 неактивных 15 человек были учениками или студентами, 31 — пенсионерами, 29 были неактивными по другим причинам.